# Train Simulator (Dovetail Games)
Der Train Simulator Classic (bis April 2022 Train Simulator, ursprünglich unter dem Namen RailWorks erschienen) ist ein Eisenbahnsimulator für den PC, der in seiner ersten Version am 12. Juni 2009 erschienen ist. Er wurde vom britischen Entwicklerstudio RailSimulator.com Ltd (heute Dovetail Games) auf Grundlage des Rail Simulators entwickelt und auf den Markt gebracht. Auf der Internet-Vertriebsplattform Steam erscheint jährlich eine neue, leicht angepasste Version des Spiels.
Die aktuelle Version ist der Train Simulator Classic. Bedingt durch die Verknüpfung des Spiels mit einem Steam-Konto erfolgt bei Programmstart ggf. ein Update auf die aktuelle Version. Diese ist abwärtskompatibel. Das reine Upgrade ist damit kostenlos. Kostenpflichtig ist dagegen der Bezug des Programmes mit den neuen mitgelieferten Strecken, die als Downloadable Content (DLC) bereitgestellt werden. Aktuell wurde das Programm im April 2022 in Train Simulator Classic umbenannt. Weiterentwicklungen erfolgen aktuell (2022) nicht, jedoch Fehlerkorrekturen. Neue Strecken werden jedoch als DLC kostenpflichtig erstellt.
Für den Train Simulator Classic existiert eine Vielzahl von kostenpflichtigen und Freeware-Erweiterungen von verschiedenen Anbietern, die das Spiel hauptsächlich um neue Züge und Bahnstrecken aus aller Welt erweitern.
Mit dem Programm Train Sim World 2 hat Dovetail Games inzwischen ein modernes deutlich immersives Nachfolgeprodukt mit besserer Grafik und Performance am Markt.

## Gameplay
Der Spieler übernimmt mit der Maus, der Tastatur oder dem Controller die Steuerung eines Triebfahrzeuges. Das Spiel enthält dabei verschiedene anwählbare Szenarien, in denen der Spieler bestimmte eisenbahnbetriebliche Vorgänge (Passagiere oder Fracht laden, Rangieren, zu einem Zielpunkt fahren etc.) erfolgreich simulieren soll. Diese Szenarien verteilen sich auf die im Spiel enthaltenen Routen und Fahrzeuge. Es gibt sowohl einen Standard-, als auch Karrieremodus. Im Karrieremodus erhält der Spieler abhängig von der Güte seiner Aufgabenerfüllung Punkte, die mit Freunden und anderen Spielern weltweit vergleichbar sind. Außerdem gibt es einen Quick-Drive-Modus, in dem der Spieler frei über Routenabschnitt, Fahrzeug, Uhrzeit und Wetter entscheiden kann. Es gibt verschiedene einstellbare Kameraperspektiven, aus denen der vom Spieler kontrollierte Zug zu sehen ist.
Der Realismus und die Schwierigkeit der Steuerung sind vom Können und von den Bedürfnissen des Spielers abhängig. So gibt es eine vereinfachte Steuerung, die den Zug auf die Grundfunktionen reduziert, und eine komplexe Steuerung, bis hin zur Simulation von Zugsicherungssystemen wie PZB oder Sifa. Es ist möglich, unterstützende HUDs, die beispielsweise Auskunft über Geschwindigkeit des Zuges, die Stellung der Bremshebel oder die Entfernung zum nächsten Signal in vereinfachter Form darstellen, nach Belieben ein- bzw. auszuschalten.

## Versionsgeschichte
| Version                 | Veröffentlichung   | Inhalt/Änderung |
| ----------------------- | ------------------ | --- |
| 2009                    | 12. Juni 2009      | Die erste Version von RailWorks enthielt die fünf Strecken des Rail Simulators sowie drei neue fiktionale Routen: Hedborough North (in Großbritannien), Seebergbahn (in Deutschland) und Castle Rock Railroad (in den USA). |
| 2010                    | 18. Mai 2010       | Der Train Simulator 2010 ist eine überarbeitete Version des Train Simulator 2009. Der Train Simulator 2010 beinhaltet 8 Routen in Deutschland, England und den USA, 16 verschiedene Lokomotiven, animierte Objekte, über 50 Szenarien und einen „World Editor“ zum Editieren der vorhandenen oder Erstellen komplett neuer Routen.       |
| 2012                    | 22. November 2011  | Der Train Simulator 2012 beinhaltet 15 Lokomotiven, ein überarbeiteten „World Editor“ und vielen weiteren kleinen Verbesserungen. |
| 2013                    | 20. September 2012 | Unterschiedliche Strecken, verschiedene Lokomotiven, Tutorials und eine online Karrieremodus beinhaltet der Train Simulator 2013. |
| 2014                    | 26. September 2013 | Der Train Simulator 2014 enthält einen neuen Karrieremodus, die drei Routen Hamburg-Hannover, London-Faversham und Donner Pass, neue Kamerasysteme und Scheinwerfereffekte. |
| 2015                    | 18. September 2014 | Der Train Simulator 2015 beinhaltet drei reale Routen und 13 real nachgebildete Lokomotiven. |
| 2016                    | 18. September 2015 | Der Train Simulator 2016 enthält drei Routen und 14 Lokomotiven. |
| 2017                    | 23. September 2016 | Der Train Simulator 2017 enthält die Strecken North Jersey Coast Line (USA), Ligne Grand Vitesse (FR), Hamburg-Lübeck (DE) und South Wales Coastal (GB). |
| 2018                    | 17. November 2017  | Der Train Simulator 2018 beinhaltet die Strecken North Wales Coastal, Peninsula Corridor und Mittenwaldbahn. |
| 2019                    | 11. Oktober 2018   | Der Train Simulator 2019 beinhaltet drei Strecken und eine 64-Bit Version. |
| 2020                    | 20. September 2019 | Der Train Simulator 2020 beinhaltet drei neue Strecken und neue Grafikeinstellungen im Vergleich zum Vorgänger. |
| 2021                    | 17. September 2020 | Der Train Simulator 2021 beinhaltet die Strecken Clinchfield Railroad (USA), Fife Circle Line (GB) und die Norddeutsche Bahn (DE) |
| 2022                    | 30. September 2021 | Der Train Simulator 2022 beinhaltet die Strecken Northeast Corridor: Washington DC – Baltimore (USA), Birmingham Cross City Line: Lichfield – Bromsgrove & Redditch (GB) und Frankfurt – Koblenz (DE). In der Deluxe Edition ist zusätzlich die Strecke Strasbourg – Karlsruhe mit Streckenabschnitt nach Offenburg (FR – DE) enthalten. |
| Train Simulator Classic | April 2022         | Der Train Simulator Classic beinhaltet die Strecken Leipzig – Dresden (DE), Tehachapi Pass (USA) und West Coast Main Line (WCML) South (GB). |

## Rezeption
Kritisiert wird die DLC-Politik des Unternehmens Dovetail Games, das kostenpflichtige Erweiterungen für den Train Simulator via Steam zur Verfügung stellt. Das Preis-Leistungs-Verhältnis sei angesichts von Umfang, Qualität und enthaltener Fehler der Erweiterungen schlecht.